# The Scream (álbum)
The Scream é o álbum de estreia do Siouxsie & the Banshees, lançado em 1978 pela Polydor Records. Antes mesmo deste lançamento, a banda já tinha uma forte reputação graças a algumas apresentações ao vivo, bem como já tinham um single no Top 10 britânico de singles, "Hong Kong Garden" (o qual foi lançado a parte e não apareceu neste álbum).

## Antecedentes e Gravação
No final de 1977 e no início de 1978, a banda recebeu grande cobertura da imprensa, mas eles não conseguiram obter um contrato de gravação. Um fã empreendeu uma campanha de graffiti, em Londres, pintando as paredes das grandes gravadoras com as palavras "Sign the Banshees: Do It Now".a Polydor finalmente assinou contrato com eles em junho.
John McKay havia se tornado seu guitarrista em julho de 1977; o historiador de música, Clinton Heylin argumenta que o recrutamento de McKay, juntamente com a formação de Magazine e Public Image Ltd., entre agosto de 1977 e maio de 1978 marca o "verdadeiro ponto de partida para o pós-punk inglês"
The Scream foi gravado em uma semana durante agosto de 1978, e mixado em três semanas.A banda estava no estúdio quando seu single de estréia "Hong Kong Garden" foi lançado, alcançando o número sete no UK Singles Chart.
A maioria das canções foram co-escritas com McKay. Apenas "Carcass" foi escrita no tempo em que Peter Fenton, o guitarrista de janeiro a julho de 1977, estava na banda. 

## Lançamento e Reedição
The Scream foi lançado em 13 de novembro de 1978. Foi um sucesso comercial quase imediato, chegando ao número 12 no UK Albums Chart.
The Scream foi reeditado no Reino Unido em 27 de outubro de 2005 (28 de outubro nos EUA) como parte da série da Universal Deluxe Edition. A nova edição contou com uma versão remasterizada do álbum no primeiro disco, enquanto o segundo disco continha demo e faixas ao vivo juntamente com os singles desse período.

## Recepção da Crítica
Após o seu lançamento, o disco recebeu, quase que unanimamente, muitos comentários positivos. Críticos da imprensa britânica e americana geralmente aceitou que o álbum foi um marco do seu tempo e que a disponibilidade da banda para experimentar tornou-se um desafio para ouvir.
The Scream foi saudado como "o melhor álbum de estréia do ano" por Sounds.O crítico Peter Silverton deu ao álbum 5 de 5 estrelas.Os outros comentários foram muito positivos: Melody Maker descreveu o som como "forte, abrasivo, visceral e constantemente inventivo", com o crítico comparando as texturas do álbum com a de Wire e Pere Ubu.A ZigZag qualificou-o como um "registro magnífico", com o crítico Kris Needs escrevendo: "Eu não consigo pensar em outro grupo que poderia ter feito um LP de modo intransigente, poderoso e perturbador, mas tão cativante e agradável [...] É certamente um clássico especial para se juntar com marcos como Diamond Dogs de David Bowie, o  debut do Roxy Music e Berlin de Lou Reed". Needs também qualificou o som como "enorme, às vezes inspirador" e comentou que o baterista Kenny Morris criou "um dos melhores sons de bateria que eu já ouvi".
Vários críticos da NME também elogiaram o álbum. Nick Kent disse que a banda soava "como um híbrido de The Velvet Underground juntamente com a engenhosidade de Can na fase Tago Mago". Falando da faixa de abertura disse: "Pure" leva seu som para o seu último momento deixando espaços que dizem tanto como as notas que soam. Certamente, o som tradicional de três instrumentos nunca foi usado de um modo tão pouco ortodoxo com tão assombrosos resultados"
Em dezembro de 1978, Paul Morley, outro crítico da NME, descreveu a música de The Scream como "algo completamente diferente dentro do rock e não é, como alguns diriam, caótico - .. é controlado, cada instrumento tem o seu próprio espaço e tempo, como se tivesse tirando sarro de outros instrumentos. E a voz incrível de Siouxsie sobe proeminente acima deste drama musical ousado".
Hoje é considerado um clássico do rock.

## Legado
Desde o seu lançamento, o álbum recebeu uma série de elogios da imprensa musical. a revista Uncut o colocou na posição 43º em sua lista dos 100 maiores álbuns de estréia. Ele ainda foi destaque no livro 1001 Albums You Must Hear Before You Die.
O álbum colocou o grupo entre os pioneiros do pós-punk. Sobre o álbum, o vocalista do The Cure, Robert Smith disse:
| “ | "Quando The Scream saiu, eu me lembro que era muito mais lento do que todos pensavam. Era como o precursor do som do Joy Division. Foi apenas um grande-som. | ” |

Além disso, The Scream tem tido um grande impacto sobre músicos posteriores. Massive Attack fez um sample de "Metal Postcard" em sua canção "Superpredators", em 1997, para a trilha sonora de The Jackal, pouco antes de lançar seu álbum Mezzanine. Morrissey usava a canção "Mirage" como intermédio de seus concertos durante a turnê de seu álbum, Kill Uncle. O vocalista do Garbage, Shirley Manson disse a Melody Maker que tinha um gosto especial por esse registro. O disco também foi saudado pelo vocalista do Suede, Brett Anderson.

## Faixas
1. "Pure" - McKay/Severin/Morris/Sioux
2. "Jigsaw Feeling" - McKay/Severin
3. "Overground" - McKay/Severin
4. "Carcass" - Severin/Sioux/Fenton
5. "Helter Skelter" - Lennon/McCartney
6. "Mirage" - McKay/Severin
7. "Metal Postcard" - McKay/Sioux
8. "Nicotine Stain" - Severin/Sioux
9. "Suburban Relapse" - McKay/Sioux
10. "Switch" - McKay/Sioux)

### Edição de Luxo de 2005

#### Disco Um
1. "Pure" - McKay/Severin/Morris/Sioux
2. "Jigsaw Feeling" - McKay/Severin
3. "Overground" - McKay/Severin
4. "Carcass" - Severin/Sioux/Fenton
5. "Helter Skelter" - Lennon/McCartney
6. "Mirage" - McKay/Severin
7. "Metal Postcard" - McKay/Sioux
8. "Nicotine Stain" - Severin/Sioux
9. "Suburban Relapse" - McKay/Sioux
10. "Switch" - McKay/Sioux)

#### Disco Dois
1. "Make Up to Break Up"
2. "Love in a Void"
3. "Mirage"
4. "Metal Postcard (Mittageisen)"
5. "Suburban Relapse"
6. "Hong Kong Garden"
7. "Overground"
8. "Carcass"
9. "Helter Skelter"
10. "Metal Postcard"
11. "Suburban Relapse"
12. "The Staircase (Mystery)"
13. "Mirage"
14. "Nicotine Stain"
15. "Hong Kong Garden"
16. "The Staircase (Mystery)"

### Versão remasterizada de 2006
1. "Pure" - McKay/Severin/Morris/Sioux
2. "Jigsaw Feeling" - Severin/McKay
3. "Overground" - Severin/McKay
4. "Carcass" - Severin/Sioux/Fenton
5. "Helter Skelter" - Lennon/McCartney
6. "Mirage" - Severin/McKay
7. "Metal Postcard (Mittageisen)" - McKay/Sioux
8. "Nicotine Stain" - Severin/Sioux
9. "Suburban Relapse" - McKay/Sioux
10. "Switch" - McKay/Sioux
11. "Hong Kong Garden" (7" A-Side)
12. "The Staircase (Mystery)" (7" A-Side)

## Integrantes
- Siouxsie Sioux - vocal
- John McKay - guitarras e saxofone
- Steven Severin - baixo
- Kenny Morris - bateria e percussão